# Bệnh viện Da liễu (Thành phố Hồ Chí Minh)
Bệnh viện Da liễu là bệnh viện chuyên khoa Da liễu trực thuộc Sở Y tế Thành phố Hồ Chí Minh, địa chỉ tại số 2 đường Nguyễn Thông, phường Võ Thị Sáu, Quận 3, Thành phố Hồ Chí Minh. Bệnh viện được Ủy ban nhân dân Thành phố Hồ Chí Minh xếp hạng I, là bệnh viện tuyến cao nhất của các tỉnh thành phía Nam Việt Nam về các bệnh da, phong và nhiễm khuẩn lây qua tình dục.

## Tổ chức
Hiện nay, bệnh viện chia ra 10 phòng chức năng và 10 khoa, với 120 giường điều trị nội trú.

## Lịch sử
Vào năm 1886, chính quyền thành phố Sài Gòn đang tìm một khu đất để xây dựng trạm xá thì ông Colombier, một cựu binh Pháp, khi đó là người làm vườn và bán hoa, đã ngỏ ý hiến tặng một phần đất vườn rau của ông ở khu vực Chợ Đũi cho thành phố. Đề xuất của ông được chấp thuận và trạm xá đã được xây dựng ngay trong năm đó, trở thành nơi giữ và điều trị gái mại dâm. Địa điểm này còn được người dân gọi là "nhà thương bạc hà", do trong khuôn viên trạm xá từng có một cây bạc hà với mùi hương đặc trưng. Ông Colombier qua đời vào năm 1896 và một năm sau, Hội đồng thành phố Sài Gòn đã đặt tên con đường trước trạm xá là đường Colombier (nay là đường Hồ Xuân Hương).
Đến thời Đệ Nhất Cộng hòa, nhà thương bạc hà vẫn tiếp tục là nơi điều trị cho gái mại dâm để tránh lây nhiễm. Đây cũng là một trong hai địa điểm khám và điều trị bệnh hoa liễu trên toàn đô thành Sài Gòn. Năm 1965, chính quyền thành lập Trung tâm quốc gia bài trừ hoa liễu trên cơ sở nhà thương bạc hà, nhận điều trị miễn phí cho các bệnh nhân cũng như phụ nữ hành nghề mại dâm. Tính đến năm 1971, Trung tâm quốc gia bài trừ hoa liễu có 5 khu: ngoại chẩn, hoa liễu và bì phu đàn bà, hoa liễu và bì phu đàn ông, thí nghiệm, tiếp liệu y dược cụ.
Sau Sự kiện 30 tháng 4 năm 1975, chính quyền Cộng hòa miền Nam Việt Nam tiếp quản Trung tâm quốc gia bài trừ hoa liễu và đổi thành Bệnh viện Da liễu. Năm 1977, Bộ Y tế chuyển giao Bệnh viện Da liễu cho Sở Y tế Thành phố Hồ Chí Minh.